# Сальников Роман Миколайович
Рома́н Микола́йович Са́льников (біл. Раман Мікалаевіч Сальнікаў; народився 16 серпня 1978, Волгоград, Росія) — білоруський хокеїст, правий захисник. Виступає за Хімік-СКА (Новополоцьк) в Білоруській Екстралізі. Майстер спорту.

## Кар'єра
Вихованець рибинської школи ДЮСШ. В сезоні 1998—99 провів 3 матчі у Російській Вищій лізі за «Технолог» Ухта. В сезоні 2001—02 дебютував за «Вітебськ» в дивізіоні Б Східноєвропейської хокейної ліги. Того сезону провів 24 ігор (7 шайб, 11 передач). Наступного сезону 2002—03 виступав в СЄХЛ, провівши 36 ігор (2 шайби, 4 передачі). В сезоні 2003—04 дебютував за новополоцький «Хімік-СКА» у Вищій лізі чемпіонату Білорусі; зіграв 45 матчів (2 шайби, 6 передач). Також провів 2 матчі в серії плей-оф 2004. Наступного сезону 2004—05 провів в регулярному чемпіонаті 44 гри (1 шайба, 7 передач). В серії плей-оф 2005 зіграв 3 матчі, в яких закинув 1 шайбу і віддав 1 передачу. Сезон 2005—06 став зіграв 62 матчі, в яких набрав 22 очки (5 шайб, 17 передач).
З сезону 2006—07 почав виступати за могильовський клуб «Хімволокно». Дебютував за «Хімволокно» 5 вересня 2006 року у матчі проти «Бреста», в якому «Хімволокно» здобув перемогу із рахунком 2:4. Першу шайбу за «Хімволокно» закинув 20 вересня 2006 року у матчі проти «Гомеля» (перемога «Хімволокна» 1:3). В серії плей-оф 2007 провів 4 матчі і закинув 1 шайбу. В сезоні 2007—08 зіграв за «Хімволокно» 48 матчів (1 шайба, 7 передач). Наступного сезону 2008—09 в регулярному чемпіонаті провів 46 ігор (1 шайба, 12 передач). В сезоні регулярному сезоні 2009—10 зіграв 51 матч, в яких закинув 4 шайби і віддав 11 передач. В плей-оф 2010 в програній чвертьфінальній серії проти «Сокола» зіграв 4 матчі і віддав 2 передачі.
Влітку 2010 року перейшов у ХК «Гомель».

## Статистика
| 1998—99       | Технолог Ухта         | РВЛ           | 3   | 1  | 0  | 1  | 2   | —  | — | — | — | —  |
| 2001—02       | ХК Вітебськ           | СЄХЛ д. Б     | 24  | 7  | 11 | 18 | 18  | —  | — | — | — | —  |
| 2002—03       | ХК Вітебськ           | СЄХЛ          | 36  | 2  | 4  | 6  | 71  | —  | — | — | — | —  |
| 2003—04       | Хімік-СКА Новополоцьк | БЕ            | 45  | 2  | 6  | 8  | 52  | 2  | 0 | 0 | 0 | 6  |
| 2004—05       | Хімік-СКА Новополоцьк | БЕ            | 44  | 1  | 7  | 8  | 76  | 3  | 1 | 1 | 2 | 2  |
| 2005—06       | Хімік-СКА Новополоцьк | БЕ            | 62  | 5  | 17 | 22 | 110 | —  | — | — | — | —  |
| 2006—07       | Хімволокно            | БЕ            | 39  | 4  | 9  | 13 | 28  | 4  | 1 | 0 | 1 | 4  |
| 2007—08       | Хімволокно            | БЕ            | 48  | 1  | 7  | 8  | 77  | —  | — | — | — | —  |
| 2008—09       | Хімволокно            | БЕ            | 46  | 1  | 12 | 13 | 66  | —  | — | — | — | —  |
| 2009—10       | Хімволокно            | БЕ            | 51  | 4  | 11 | 18 | 89  | 4  | 0 | 2 | 2 | 27 |
| Всього в СЄХЛ | Всього в СЄХЛ         | Всього в СЄХЛ | 60  | 9  | 15 | 24 | 89  | —  | — | — | — | —  |
| Всього в БЕ   | Всього в БЕ           | Всього в БЕ   | 365 | 20 | 68 | 88 | 576 | 13 | 2 | 3 | 5 | 41 |